# Гресоне Ла Трините
Гресоне Ла Трините (итал. Gressoney-La-Trinitè) је насеље у Италији у округу Долина Аосте, региону Долина Аосте.
Према процени из 2011. у насељу је живело 164 становника. Насеље се налази на надморској висини од 1633 м.

## Становништво
| 1951. | 1961. | 1971. | 1981. | 1991. | 2001. | 2011. |
| ----- | ----- | ----- | ----- | ----- | ----- | ----- |
| 188   | 198   | 239   | 275   | 285   | 297   | 311   |